# 王昌時
王昌時（1590年—1647年），字翊聖，號穉公，山东兖州府沂州人。明末政治人物。

## 生平
天啓七年（1627年）丁卯科山东乡试舉人，崇祯四年（1631年）辛未科进士。吏部观政，六年授行人司行人，十年行取，十一年钦选南户部江西司主事，十二年出任淮安府知府，十三年考察，调赣州府。赣州營兵索饷譁乱，包围巡道署衙门，王昌時出面调解，被都御史李永茂举荐，擢升本道分守参议，升江西按察司岭北道副使，致仕歸乡時，士民欢送者塞满道路。著有《稚公稿廉平传》十卷。